# Trachycarpus fortunei
Trachycarpus fortunei (Hook.) H.Wendl., 1863 , detta anche palma di Fortune, palma cinese o della Cina e anche palma di Chusan, è una pianta appartenente alla famiglia delle  Arecaceae (sottofamiglia Coryphoideae, tribù), originaria dell'Asia sud-orientale.
Fu introdotta in Europa nel 1844 dal botanico britannico Robert Fortune (1812–1880) , al quale fu dedicata.

## Descrizione
È una piccola palma alta in genere 4–12 m. Lo stipite è ricoperto dai resti sfilacciati delle basi fogliari.

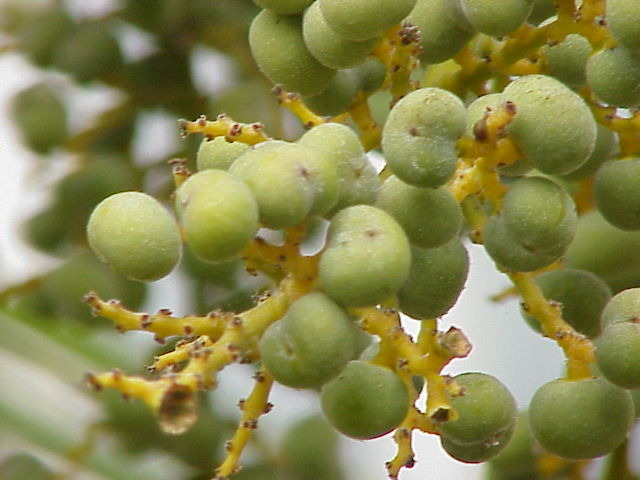
Frutti

Le foglie sono a ventaglio, composte da numerosi segmenti saldati dalla base a circa metà foglia, sono portate in cima al fusto e sono larghe 60–90 cm. 
I piccioli sono lunghi da 40 a 90 cm privi di uncini, caratteristica che fa distinguere subito questa palma dalla simile Chamaerops humilis, anch'essa molto coltivata in Italia.

I fiori maschili sono gialli, quelli femminili verdastri, hanno un diametro di 2–4 mm e sono portati su spadici ramificati lunghi anche 1 m.

I frutti sono delle drupe reniformi di colore variabile dal giallo al nero. Ogni frutto è lungo circa 10–12 mm.
Le infruttescenze sono dei grappoli.

## Distribuzione e habitat
T. fortunei è originaria delle montagne della Cina meridionale e della Birmania.

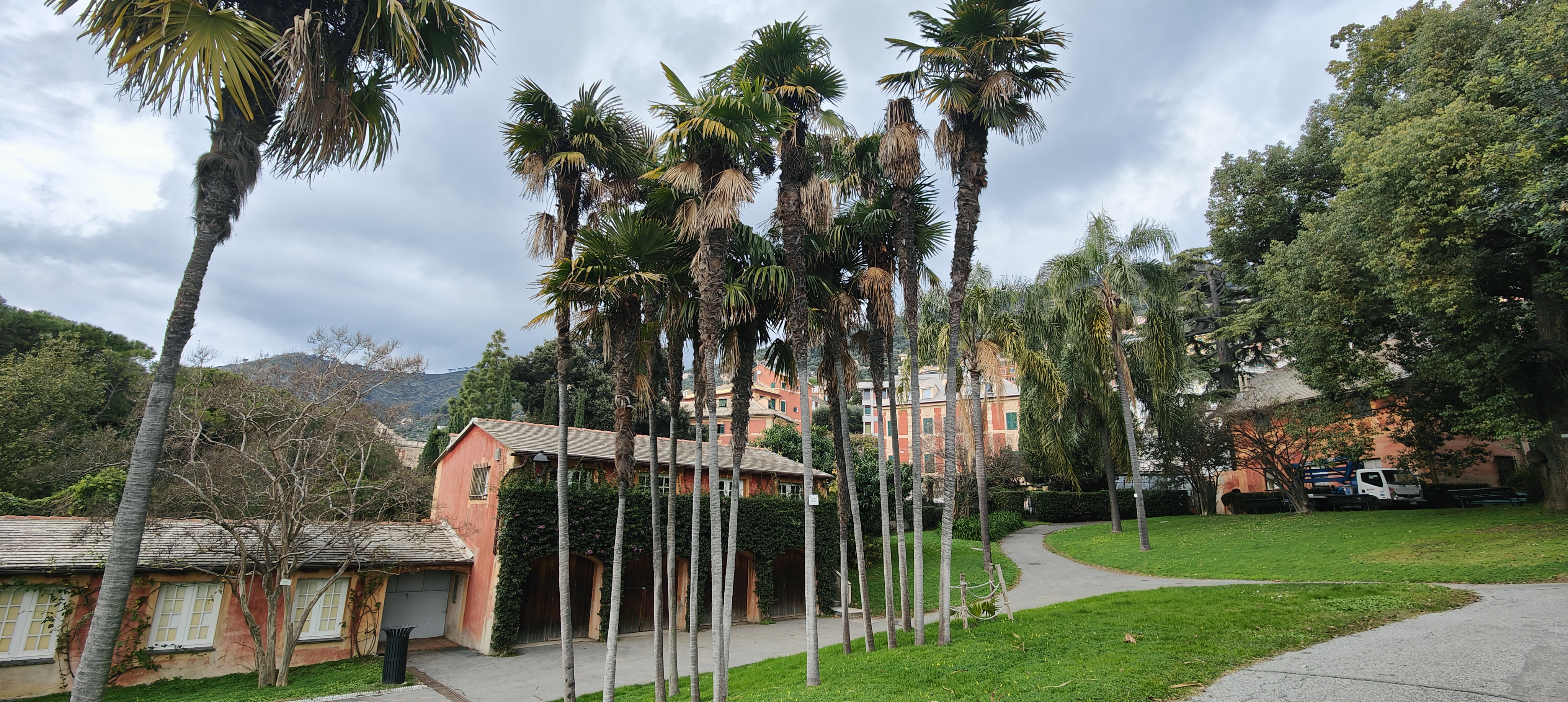
Esemplare di Palma cinese a Genova-Nervi accanto villa Grimaldi

## Usi
Da molti secoli è coltivata sia in Cina che in Giappone per ricavarne fibre tessili con cui produrre corde, sacchi e indumenti molto resistenti al logorio.
Questa sua diffusione fin dall'antichità fa sì che ci siano dubbi sul suo effettivo areale d'origine.
È la palma più resistente alle basse temperature e per questo viene utilizzata nelle zone dove le altre non crescerebbero, persino in zone riparate di Scozia e Canada occidentale (Vancouver e dintorni), mentre può avere difficoltà a crescere dove il clima è troppo secco e caldo.
Le piante adulte sopportano bene anche i −15 °C tollerando per brevi periodi temperature inferiori a −20 °C. Le giovani invece possono essere danneggiate da temperature inferiori a −8 °C.